# Rotor Jambreks
Rotor Jambreks, de son vrai nom Mikael Gaudé, est un chanteur, musicien et réalisateur de musique français.
Depuis 2006, il développe son projet de one-man band, avec deux albums : Start The Rotor sorti en 2008 chez Last Exit Records, et The Threat à sortir en novembre 2016.
Il a fait partie du groupe de rock The Craftmen Club de 2002 à 2004 en tant que bassiste, et a réintégré le line-up du groupe en tant que deuxième guitariste de 2012 à 2015.

## Biographie

### Les origines
Les origines de Rotor Jambreks sont floues. L'intéressé affirme être issu d'une longue lignée de saltimbanques originaires d'Europe centrale. Il aurait lui-même un passé de jongleur, dans la continuité des activités de ses ancêtres qui se seraient déplacés vers l'ouest génération après génération, jusqu'à arriver dans le Tennessee breton. Guitariste autodidacte, il fait ses premières armes en compagnie de Jorge Bernstein au milieu des années 1990, au sein d'une formation de pfunk (mélange de punk et de funk) dénommée « Free Style Boogie », puis en tant que batteur du groupe Potemkin'73, qui fit régner la terreur rock-garage en Bretagne durant plus de 10 ans. Il prend le poste de bassiste dans The Craftmen Club en 2002, le temps d'assurer une centaine de concerts et de participer à l'écriture et à l'enregistrement du premier album de la formation guingampaise. En 2004, confronté à une offre (d'emploi) qu'il ne pouvait pas refuser, il prend ses distances avec le monde du spectacle.

### Première période: Start The Rotor
En 2006, Rotor Jambreks se lance dans son projet de one-man band. Après un premier 45 tours, son premier album, dont la pochette est signée du dessinateur Laurent Astier, sort en novembre 2008 sur Last Exit Records. Certains critiques disent qu'il est pas mal, notamment deux journalistes travaillant pour Le Télégramme : Catherine Richard écrit : "Ce premier album [...] est excellent", Patrice Le Berre le qualifiant pour sa part de "délicieux". Télérama lui consacre également un papier enthousiaste. Mais d'autres critiques l'ont trouvé moyen, voire pas top, voire carrément mauvais. Cette année 2008 le voit participer aux Rencontres Trans Musicales de Rennes, ainsi qu'à la finale des Jeunes Charrues, tremplin du Festival des Vieilles Charrues de Carhaix. Jusqu'en 2011, il enchaîne les concerts, avec notamment deux tournées au Québec sous la houlette de Bonsound : on le verra en 2009 au Festival de Musique Émergente de Rouyn-Noranda et en 2010 au Festival international de jazz de Montréal. En mars 2011, Rotor Jambreks décide de faire une pause et se met, selon son expression, "en jachère", affirmant partir sur Sirius.
Il poursuit cependant les représentations de "Rock'n'Roll Rebel", concert et conférence autour des origines et de l'histoire du rock'n'roll,.
Le titre "When This Is Through" est inclus dans la bande-son du 8e épisode de la saison 6 de la série Numb3rs diffusé le 13 novembre 2009.

### pROducTOR JAMBREKS
Depuis 2006 et en parallèle de ses activités de musiciens, Rotor développe une activité de producteur musical au sens anglophone du terme (également appelé réalisateur artistique).
En 2006 et 2007, pROducTOR JAMBREKS fait ses premières armes avec l’enregistrement de Meet the Real Bernstein, le premier album de Jorge Bernstein & the pioupioufuckers, puis enchaine en 2009 avec leur 2e album Join The Bernstein Corporation. Rotor multiplie ensuite les collaborations : il enregistre la première démo de Donkey Saplot en 2010, participe à l’enregistrement de Songs Of Joy, le premier album de FuTuR VIEuX en 2011, puis enregistre l’improbable rencontre entre Arnaud Le Gouëfflec et Jorge Bernstein & the pioupioufuckers : L’Amour Élastique en 2011, Mauve en 2012 et Christian Rock Fièvre sur le label Super Apes en 2015. Il assure également en 2019 le mastering du mini-album Biknits du groupe brestois Les Blousons, et en 2020 celui de "Jorge Bernstein & the Silky Birds of Love", échapée folk lo-fi de Jorge Bernstein & the pioupioufuckers.

### Deuxième période: The Threat
Le deuxième album de Rotor Jambreks, "The Threat", est sorti en novembre 2016. Il comporte 10 titres. Sa production est en partie le fruit d'une campagne de financement participatif. En préparation de cet événement, Rotor Jambreks effectue plusieurs concerts pendant l'été 2016, dont notamment une participation à la Fête du Bruit à Landerneau le 13 août 2016.
Toujours en 2016, il crée un nouveau concert-conférence et s'intéresse aux origines et à l'histoire de la soul music dans un spectacle intitulé "Soul Power".

## Discographie

### EP / LP
- 2008 : Lost That Feeling - 45 tours - 3 titres (Rockin' Prod / Last Exit Records)
- 2008 : Start The Rotor - CD - 11 titres (Rockin' Prod / Last Exit Records)
- 2016 : The Threat - CD, LP - 10 titres (Rockin' Prod)
- 2016 : The Lost Tapes 2006-2010 - Cassette - 10 titres (autoproduit)

### Compilations
- 2007 : Animals Are Singing Under The Rain - CD - 1 titre dans la compilation (Super Apes Label)[19]
- 2009 : One Foot In The Grave - CD - 1 titre dans la compilation (Kizmiaz Records)[20]
- 2010 : Who Are You To Judge A Man Called Love ? (A Tribute To Jorge Bernstein)  - CD - 1 titre dans la compilation (Super Apes Label)[21]
- 2012 : Ouest Coast Super Stars Vol.1, The Armorican Dream - CD - 1 titre dans la compilation (Baked Beanz Prod)